# Varzim SC
Der Varzim Sport Club ist ein Fußballverein aus der portugiesischen Stadt Póvoa de Varzim im Norden des Landes.
Der bisher größte Vereinserfolg war der Aufstieg in die 1. Liga, die Primeira Liga, in der Saison 2000/01, allerdings stieg der Club bereits in der Saison 2002/03 wieder ab. Momentan spielt der Verein in der zweitklassigen Segunda Liga.

## Trainer
- José Augusto Torres (1982–1984)